# Европейский центральный банк
Европе́йский центра́льный банк — центральный банк зоны евро. Образован 1 июня 1998 года. Штаб-квартира ЕЦБ расположена в немецком городе Франкфурте-на-Майне. В его руководящие органы входят представители всех государств — членов ЕС. Банк полностью независим от остальных органов ЕС.
Главные функции банка:
- выработка и осуществление денежно-кредитной политики зоны евро;
- управление официальными (золотовалютными) резервами Евросистемы;
- выпуск евро;
- определение ключевых процентных ставок;
- Главная цель ЕЦБ — поддержание ценовой стабильности в еврозоне (годовой прирост Гармонизированного индекса потребительских цен в зоне евро не должен превышать 2 %).

Предшественником ЕЦБ являлся образованный в 1994 году в связи с переходом ко второму этапу строительства Экономического и валютного союза ЕС Европейский валютный институт, который играл ведущую роль в подготовке к вводу евро в 1999 году.
Европейская система центральных банков состоит из ЕЦБ и национальных центральных банков всех стран Евросоюза. Основной официальной целью ЕСЦБ является поддержание стабильности цен в зоне евро. В её задачи также входит разрабатывать и проводить денежно-кредитную политику в зоне евро, проводить международные валютные операции, хранить официальные резервы иностранной валюты государств-членов и управлять ими, содействовать плавному функционированию платёжной системы. После введения евро сложилась Евросистема (Eurosystem), которая включает ЕЦБ и национальные центральные банки стран зоны евро. То есть ЕСЦБ шире, чем Евросистема.

## Руководящие органы ЕЦБ
Руководящие органы ЕЦБ состоят из Правления (Executive Board) и Совета управляющих (Governing Council), включающего членов Дирекции и управляющих национальными центральными банками стран зоны евро. Возглавляет учреждение Председатель Европейского центрального банка, избираемый сроком на 8 лет.
В настоящее время в состав правления входят шесть человек, в том числе Председатель ЕЦБ и Заместитель председателя ЕЦБ. Кандидатуры предлагаются Советом управляющих, одобряются Европейским парламентом и главами государств, входящими в еврозону.
- Кристин Лагард (Christine Madeleine Odette Lagarde) Президент ЕЦБ.
- Витор Констанцио (Vítor Constâncio), вице-президент;
- Питер Прает (Peter Praet), член правления;
- Сабина Лаутеншлэгер (Sabine Lautenschläger), член правления;
- Ив Мерш (Yves Mersch), член правления;
- Бенуа Кере (Benoît Cœuré), член правления[3]

Совет управляющих состоит из членов Дирекции ЕЦБ и управляющих национальными центральными банками стран еврозоны. Право голоса имеют только члены Совета управляющих, присутствующие лично или принимающие участие в телеконференции.
Для проведения голосования требуется присутствие 2/3 членов Совета, однако, может быть собрано чрезвычайное заседание ЕЦБ, для которого не устанавливается минимальное количество присутствующих. Решения принимаются большинством, в случае равенства голосов, голос Председателя имеет больший вес. Решение вопросов касающихся капитала, распределения прибыли определяется голосованием.
Совет управляющих определяет денежно-кредитную политику ЭВС, устанавливает процентные ставки и управляет официальными резервами ЕСЦБ. Дирекция превращает решения Совета управляющих в инструкции национальным центральным банкам. Исключительное право санкционировать эмиссию евро имеет Совет управляющих ЕЦБ, выпускать денежные знаки могут ЕЦБ и национальные центральные банки.

## Денежно-кредитная политика ЕЦБ
ЕЦБ регулирует распределение денежной массы между финансовыми учреждениями, государством и компаниями. Для этого используются традиционные инструменты: операции на открытом рынке, суточные ссуды и депозиты, норматив минимальных обязательных резервов. Отличие от национальных денежных систем состоит в том, что вся денежно-кредитная политика ЕЦБ проводится на децентрализованной основе. ЕЦБ принимает решения и устанавливает правила их исполнения. Практические же действия совершают национальные ЦБ в строгом соответствии с инструкциями ЕЦБ.
В ЕСЦБ используется четыре вида операций на открытом рынке. Главный из них — основные операции рефинансирования (main refinancing operations — MRO). Через них передаётся основная часть средств, направляемых ЕСЦБ банковскому сообществу. Ликвидность предоставляется сроком на одну неделю посредством торгов, которые проводятся раз в неделю на стандартных условиях. В начале торгов объявляется ставка — ориентир (marginal rate) для данного недельного тендера. Коммерческие банки делают заявки на получение средств, и каждый из них указывает приемлемую для него ставку, которая не может быть ниже ставки-ориентира.
Традиционно все стандартные операции рефинансирования ЕЦБ проводятся по множественной ставке, или в форме так называемого американского тендера. Каждый коммерческий банк может подать две и более заявки с указанием разных сумм и разных ставок. Участники не знают объёма всех поданных заявок. Объём рефинансирования по каждому конкретному тендеру определяет ЕЦБ. Удовлетворение заявок идёт сверху вниз: от более высоких к более низким ставкам предложения. Часть заявок — по минимальным ставкам — не удовлетворяется. С середины 2008-го в связи с мировым экономическим кризисом и нехваткой ликвидности в еврозоне ЕЦБ перешёл к операциям рефинансирования по фиксированной ставке с полным удовлетворением заявок.
- Долгосрочные операции рефинансирования (long-term refinancing operations — LTRO) — обратные сделки по обеспечению ликвидности. Проводятся раз в месяц, срок погашения — три месяца, цель — обеспечение контрагентов дополнительным и долгосрочным обеспечением.
- Операции точной настройки (fine tuning operations) осуществляются нерегулярно по мере необходимости для того, чтобы смягчить влияние внезапных колебаний ликвидности.
- Структурные операции (structural operations) — выпуск долговых сертификатов, обратные и форвардные сделки. Цель — корректировка структурной позиции ЕС по финансовому сектору.

В операциях рефинансирования (MRO, LTRO) центральные банки кредитуют коммерческие банки под залог ценных бумаг. В операциях тонкой настройки и в структурных операциях используются не только возвратные сделки (займы), но прямые сделки по купле-продаже ценных бумаг. Соответственно, поток денежных средств может идти как от центральных банков в сторону коммерческих, так и в обратном направлении.
Суточные ссуды и депозиты (в зоне евро они официально именуются «standing facilities» — «постоянные инструменты») позволяют финансовым институтам зоны евро управлять ликвидностью в конце рабочего дня, когда межбанковский рынок закрывается. Благодаря суточной ссуде банк может совершить платёж при отсутствии собственных достаточных средств. Суточный депозит позволяет разместить под процент временно свободные средства. В докризисный период (1999—2007) ставка по суточным депозитам обычно была на 1 процентный пункт ниже ставки по основным операциям рефинансирования, а ставка по суточным кредитам — на 1 процентный пункт выше её. Две названные ставки служат соответственно нижним и верхним пределом рыночной ставки овернайт.
Норма обязательных резервов определяется в зоне евро решением ЕЦБ. По правилам ЕЦБ, норматив обязательного резервирования должен выполняться в среднем в течение отчётного периода (maintenance period) продолжительностью четыре недели. Срок выполнения норматива обязательного резервирования кратен частоте проведения тендеров по МRO.
22 июля 2022 года ЕЦБ повысил базовую ставку по депозитам на 50 базисных пунктов. Это стало первым повышением процентной ставки за 11 лет. ЕЦБ допустил дальнейшее повышение ставки уже на следующем заседании 8 сентября. Это связывают с вероятностью превышением запланированного уровня инфляции в 2 %. Отмечается, что любой дефицит газа в предстоящую зиму «подтолкнёт цены ещё выше».
8 сентября 2022 года ЕЦБ принял, по оценке Reuters, беспрецедентное решение, подняв базовую процентную ставку по кредитам на 75 базисных пунктов — до 1,25 %. Также выросли ключевые ставки по депозитам и по маржинальным кредитам — с нуля до 0,75 %, и с 0,75 % до 1,5 %, соответственно. Данное решение ЕЦБ объяснил борьбой с инфляцией, которая по оценке Bloomberg, в августе 2022 года достигла 9,1 %, более чем в четыре раза превысив целевой показатель регулятора. ЕЦБ не исключил дальнейшего повышения ключевых ставок.

## Полномочия в части банковского надзора
После мирового финансового кризиса 2007—2008 годов ЕС практически сразу приступил к реформированию финансового сектора. Одно из направлений этой реформы связано с созданием европейской системы банковского надзора и кризисного регулирования. Реализуется проект создания Европейского банковского союза. Он основан на двух элементах: единый надзорный механизм и единый механизм санации (финансового оздоровления) банков. Третьим элементом является единая программа гарантирования вкладов, которая пока не работает. В рамках единого надзорного механизма Европейский центральный банк 4 ноября 2014 года взял на себя функции пруденциального надзора за 120 самыми крупными международными банками еврозоны.

## Председатели
- Вим Дуйзенберг (1 июня 1998 — 31 октября 2003)
- Жан-Клод Трише (1 ноября 2003 — 31 октября 2011)
- Марио Драги (1 ноября 2011 — 31 октября 2019)
- Кристин Лагард (1 ноября 2019 — наст. вр.)